# Лакташи (футбольный клуб)
Лакташи (серб. ФК Лакташи; босн. FK Laktaši) — боснийский футбольный клуб из города Лакташи. Выступает в западной группе Второй лиги Республики Сербской (третий дивизион Боснии и Герцеговины).

## История
Клуб был образован в 1958 году, в 1968 году он был распущен, а в 1974 году восстановлен.
Самый крупный успех клуба на данный момент — победа в Первой лиге Республики Сербской сезона 2006/07, которая позволила ему выйти в Премьер-лигу Боснии и Герцеговины. В главной лиге страны клуб провёл три сезона.

## Достижения
- Первая футбольная лига Республики Сербская: 2006/07